# Brittiska Sierra Leone
Brittiska Sierra Leone var en koloni och protektorat i det brittiska imperiet.
Sierra Leone, som först besöktes av portugiser, förvärvades 1788 genom köp av engelsmän, som där grundade en koloni för afrikaner från London. Även förrymda slavar sökte sig dit. Sierra Leone blev 1808 kronkoloni. 1896
proklamerades området innanför den egentliga kolonien som engelskt protektorat. Koloni och protektorat
styrdes av en guvernör, som vid sin sida hade ett lagstiftande råd på 30 ledamöter. Detta hade sedan 1946 en egen församling med rådgivande befogenheter, bestående av valda och utsedda ledamöter. 

## Källa
- Sierra Leone i Nordisk familjebok (fjärde upplagan, 1951)